# Gustave Bourrières
Pour les articles homonymes, voir Bourrières.
Bernard Gustave Bourrières est un architecte français, né à Le Claux (Ferrussac), dans la commune de Roquecor le 10 janvier 1807 et décédé à Agen le 12 septembre 1867, auteur d'un grand nombre de bâtiments publics et religieux en Lot-et-Garonne entre 1830 et 1850. 
Il est aussi appelé Georges Bourrières dans certains sites, ou Bourières qui est l'orthographe dont il use lui-même pour signer ses lettres.
Il est l'oncle et le beau-père de Léopold Payen.

## Biographie
Il est le fils de Marie Jacques Bourrières (Roquecor, vers 1768 - Agen, 13 février 1832), architecte de la ville d'Agen. Gustave Bourrières lui succède en 1830, il devient architecte en chef du département de Lot-et-Garonne en 1832, et architecte des édifices diocésains d'Agen en 1854. Il a fait partie de la commission diocésaine des monuments religieux du Lot-et-Garonne à partir de 1845. Il est l'architecte du Grand temple de Clairac. En 1854, il est nommé architecte en chef du chemin de fer de la Compagnie du Midi, il construit quatorze gares, entre Aiguillon et Moissac, en compagnie de son neveu Léopold Payen.
Il s’est marié le 27 avril 1841, à Monclar, avec Marie Zoé Dugua. Leur fille, Marguerite Marie-Anne Bourrières s'est mariée le 17 octobre 1860 avec Léopold Payen.

### Bibliographie

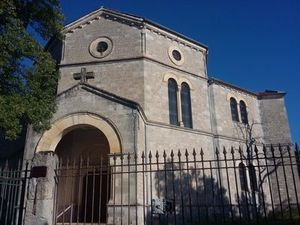
Temple de Clairac, Lot-&-Garonne (1853)